# 奏愛カレンデュラ
「奏愛カレンデュラ」（そうあいカレンデュラ）は、Ceuiの13作目のシングル。2013年7月24日にLantisから発売された。

## 概要
前作「風のなかのプリムローズ」から約1年ぶりのリリース。メインレーベルからの発売は「Stardust Melodia」以来2作（1年8ヶ月）ぶりとなる。
表題曲は、テレビアニメ『八犬伝―東方八犬異聞―』のエンディングテーマに起用された。カップリング「花になった少年の神話」は、カレンデュラを廻るCeuiが綴った一大叙事詩とも言える楽曲で、8章からなる組曲形式の14分を超える大曲となっている。2曲で1つの物語にもなるという、総収録時間は約19分となった。

## 収録曲
（全作詞：Ceui、作曲：小高光太郎・Ceui、編曲：小高光太郎）
1. 奏愛カレンデュラ [4:12]
  - テレビアニメ『八犬伝―東方八犬異聞―』エンディングテーマ
2. 花になった少年の神話 [14:20]